# Лаватера
Лавате́ра (Lavatera ) — рід квіткових рослин родини мальвові (Malvales). Це — одно- або дворічні рослини. Квітки великі, поодинокі або у китицеподібних суцвіттях. Підчаша із трьох широких, біля основи зрослих, листочків. Пелюстки від яскраво-рожевого до білого забарвлення. Плід розпадається на окремі плодики. Зустрічається по всій Україні на схилах і горбах, відкритих місцях, по чагарниках, у лісах, садах, на городах як бур'ян. В Україні зустрічається два види.
Рід названий на честь братів Лафатер — швейцарських лікарів та натуралістів 17-го століття.
За сучасною систематикою таксон вважають синонімом до Malva.

## Види
| - Lavatera abyssinica - Lavatera arborea - Lavatera assurgentiflora - Lavatera acerifolia - Lavatera bryoniifolia - Lavatera cachmeriana - Lavatera cretica - Lavatera flava - Lavatera insularis - Lavatera lindsayi - Lavatera maritima - Lavatera maroccana - Lavatera mauritanica - Lavatera microphylla | - Lavatera oblongifolia - Lavatera olbia - Lavatera phoenicea - Lavatera plebeia - Lavatera punctata - Lavatera stenopetala - Lavatera thuringiaca - Lavatera triloba - Lavatera trimestris - Lavatera valdesii - Lavatera vidali - Lavatera venosa |